# Massacre de Vallmanya
La Massacre de Vallmanya va ser un fet de la Segona Guerra Mundial que passà el 2 d'agost del 1944 a Vallmanya, a la comarca del Conflent. En represàlia a l'ocupació de Prada de Conflent per part d'uns dos-cents membres del maquis "Henri Barbusse" i dels Guerrilleros españoles, que hi causà les morts de suposats col·laboracionistes i d'un soldat alemany, un nombrós contingent de soldats de la Werhmacht i milicians francesos afins al Règim de Vichy assaltaren el poble de Vallmanya, en torturaren i afusellaren alguns habitants i cremaren les cases. En acabat es traslladaren a la veïna zona de mines de la Pinosa, on els maquisards i un nombrós grup de guerrillers espanyols hi havien establert la base; aquest segon atac no causà més morts perquè el lloc havia estat evacuat prèviament.
En els intents dels Guerrilleros españoles i del maquis per retardar l'avenç enemic a Vallmanya i permetre la fugida de la població civil, dos "guerrilleros" (o quatre, com s'indica més avall) i dos resistents nord-catalans hi perderen la vida; un d'aquests darrers, Julien Panchot, va ser cruelment torturat abans de ser afusellat.

## Història

### Antecedents
La zona minera al voltant de Vallmanya esdevingué als anys 30 un sector d'agitació política, amb força influència comunista, que encara es radicalitzà més quan alguns republicans exiliats a la fi de la guerra civil espanyola començaren a treballar a les mines. La situació del poble, relativament apartat dels grans eixos de circulació i a prop de la frontera amb l'Estat espanyol, feu que el 1941 dos vallmanyencs, el militar Abdon Casso i el professor René Horte, hi creessin la xarxa "Sainte Jeanne" per facilitar l'evasió de belgues que volien passar a Espanya. La implicació del poble conflentí hi fou molt generosa; quan la Gestapo descobrí el maig del 1943 la xarxa, però, castigà la vila deportant-ne a Alemanya diversos habitants, entre els quals hi havia Maria del Carme Gardell García (morta a Ravensbrück) la seva filla Sabina Bartolí Gardell i Louise Horte.
Els diversos factors esmentats propiciaren que el juliol del 1944 el grup de FTPF (Francs-tireurs et partisans français) "Henri Barbusse", un maquis d'inspiració comunista, es refugiés al Mas Barjau, primer, per acabar establint-se a la mina abandonada de la Pinosa de Vallmanya (a la vall de la Rabassa, en el vessant est del Canigó). El 23 de maig del 1944 un grup de FTPF havia intentat un atracament a Perpinyà que acabà com el rosari de l'aurora, amb cinc resistents afusellats a Montpeller l'11 de juliol següent. En represàlia, o com a demostració de força, o per aconseguir fons econòmics, o una combinació de tots tres factors, els guerrillers espanyols i l'"Henri Barbusse" baixaren del seu refugi de la Pinosa i assaltaren la propera vila de Prada el 29 de juliol. En l'ocupació hi mataren tres persones acusades de col·laboracionisme, i feren tres presoners (un soldat alemany, i un gendarme i un civil de ciutadania francesa), que foren portats a la Pinosa, jutjats sumaríssimament i afusellats.

### De l'1 al 3 d'agost del 1944
En revenja, les forces d'ocupació i la milícia francesa (amb milicians dels Pirineus Orientals, però també del veí departament de l'Aude) emprengueren una expedició de càstig exemplar contra Vallmanya i la Pinosa, que tingué lloc entre el 29 de juliol i el 3 d'agost. El 29, tancs lleugers i vehicles metralladors alemanys arribaren a Prada, i el 30 altres forces arribaren a la Bastida, a 8 quilòmetres de Vallmanya. El dia 1, un comboi de camions alemanys inicià l'acostament per la carretera de Vallestàvia. Aquesta columna estava formada per uns 300 efectius (soldats i milicians), amb suport de vehicles blindats, artilleria i una avioneta d'observació.
Per tal que els habitants de Vallmanya poguessin evacuar el poble, un grup conjunt d'exiliats republicans espanyols i de resistents francesos decidiren cobrir-ne la fugida emboscant els atacants. El dispositiu era format per uns 150 "guerrilleros" i uns 35 FTP, que es disposaren de la manera següent:
- El grup "Galiano", format per una dotzena de guerrilleros i dirigit pel capità Manuel Galiano[3][4] s'armà amb fusells metralladors i granades, i se situà un quilòmetre i mig abans del poble, en un indret que dominava la carretera d'accés, a la riba dreta de la Lentillà.
- A uns vuit-cents metres dels primers, els vuit francs-tireurs del grup "Tito" s'instal·laren a les ruïnes d'una casa.
- Sobre les crestes de Vetera, vuitanta homes formaren una línia de dos quilòmetres. El seu armament eren fusells metralladors i bombes de mà casolanes (llaunes plenes de dinamita i metralla).
- 30 homes més prengueren posicions al coll de Palomera.

Malgrat l'oposició, els alemanys acabaren arribant al poble. Quatre homes (dos dels quals, ancians de 71 i 80 anys) foren torturats i executats sumàriament a l'entrada del poble; una anciana va ser estomacada, i se salvà fent-se la morta, i una embarassada fou violada en presència dels seus fills. La vila fou saquejada, la maquinària destruïda, el bestiar sacrificat i les cases cremades amb bombes incendiàries, però la resta de pobladors en sortiren estalvis.
Entre el 2 i el 3 d'agost, tres columnes alemanyes procedents de Vallmanya, del refugi de Cortalets i dels Banys convergiren a la zona de la Pinosa per capturar-hi els resistents i els republicans espanyols, però aquests ja havien abandonat el lloc. En el decurs de les operacions, Julien Panchot fou ferit en una cama i capturat, i després de ser cruelment torturat, va ser afusellat assegut davant d'un mur de la Pinosa.

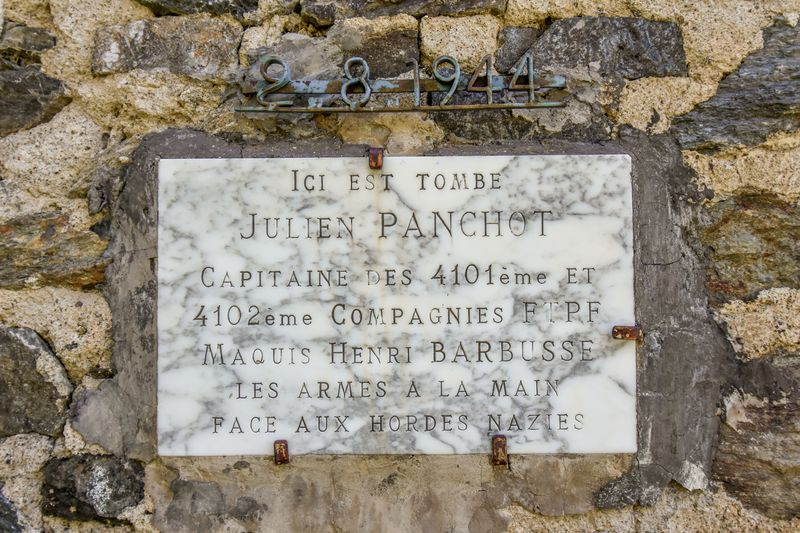
Placa que recorda el lloc on caigué Julien Panchot, a les Mines de la Pinosa, el 2 d'agost de 1944

### Morts a Vallmanya i a la Pinosa pels soldats alemanys i els milicians francesos
- Emeterio Barrena, guerriller
- José Gimeno, guerriller
- Julien Panchot, sotscap del maquis "Henri Barbusse"
- François Cabossell o Cabaussell, un jove maquisard de Prada
- Pierre-Jean Baux o Joan Bau[nt 4]
- Jacques Romeux o Jaume Romeu[nt 5]

### Deportats
Foren deportats a causa dels fets Carme Bartolí, guerrillera, i Abdon Senen Casso, pare d'Abdon Robert Casso, que, anys després, arribaria al grau de general de l'exèrcit francès.

### Després dels fets

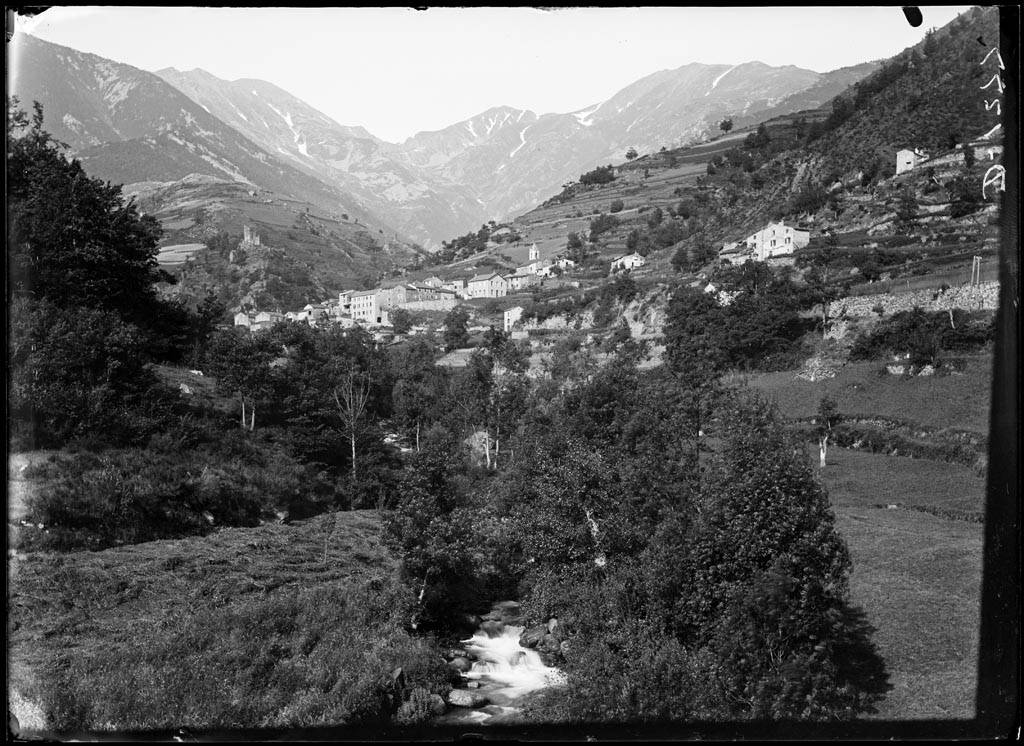
El poble de Vallmanya fotografiat per Juli Soler i Santaló

Els resistents supervivents es reagruparen al nord del coll de Jau.
En la tornada dels alemanys, quan eren a la carretera de Vinçà i dos quilòmetres després de Vallestàvia, un grup de soldats alemanys i milicians francesos van ser atacats a cops de granada per un escamot de resistents encapçalat pel professor René Horte, sense més conseqüències. El botí pres a Vallmanya pels milicians francesos va ser venut en subhasta pública a la plaça de Vinçà.

Acabada la guerra, el poble fou reconstruït amb la col·laboració forçada de presoners de guerra alemanys. Pels seus patiments, la vila de Vallmanya rebé la Creu de Guerra 1939-1945 amb estrella vermella; la citació de l'Ordre del Dia de cos d'exèrcit digué: 
| « | Durement meurtri dans sa chair et dans ses pierres, le village de Valmanya restera un exemple admirable et douloureux de l'inébranlable fidélité à une patrie dont il a bien mérité | » |
| — | |   |

## Criticisme modern i recreacions literàries
El realitzador André Souccarat va presentar el 2011 la tercera versió –sembla que la definitiva– del seu documental Valmanya, autopsie d'une tragédie. Aquest, fruit de deu anys de feina, basat en testimonis dels fets (una quarantena d'entrevistats) i informes de la gendarmeria, dissentia en punts importants de la versió canònica que dels fets se n'havia fet al llarg dels anys. Algunes afirmacions del documental, o l'oportunitat de fer-les públiques van ser discutides per Nicole Rey, president de la "Fundació per la Memòria i la Deportació" al departament, Jean-Marc Montserrat, batlle actual de Vallmanya i fill d'una família del poble des de diverses generacions, i alguns dels supervivents de la Resistència nord-catalana.
L'historiador i professor Abel Caldera publicà l'any 2004 Quan la llibertat s'amagava a les muntanyes. Amb motiu de l'assistència a una Universitat Catalana d'Estiu, a Prada, l'autor va trobar un cert material històric que el portà a treballar en una novel·la que recollís el punt de vista nord-català d'aquella massacre. Els personatges parlen català, fet habitual en la major part de la Catalunya Nord en aquells anys. La major part de personatges són extrets de la realitat històricaː els que lluitaren contra el feixisme –Roger Roquefort, René Horte, Julià Panchot– i els que van col·laborar amb el nazisme per no perdre llur poder econòmic. També n'hi ha quatre de joves –aquests de ficció–, que fugen de Vallmanya i s'incorporen al maquis. El seu punt de vista narratiu serveix per relatar la rebel·lió i la resistència, l'amistat i la lluita per uns ideals nobles, en una novel·la juvenil que té una intenció didàctica. L'obra va rebre el Premi de Narrativa Històrica Juvenil Far de Cullera.